# Archibald Blair
Archibald Blair (* vor 1771; † 1815 in Bayford, Hertfordshire) war ein Meeresvermesser in der British East India Company.
Blair arbeitete hauptsächlich im Indischen Ozean. Dort benannte er Port Cornwallis auf den Andamanen, welches später in Port Blair umbenannt wurde. Sein Name taucht ebenfalls auf Seekarten als Blair’s Harbour auf, von der Erkundung des Südchinesisches Meeres. Seine eigenen Aufzeichnungen von 1805 der malaiischen Halbinsel bezeichnen den Ort als A Good Harbour, obwohl eine frühere Karte 1793 es bereits als Plan of Blair’s Harbour bezeichnete.